# Ростры
Ро́стры мн. ч. (от ед. ч. нидерл. rooster — «решётка») — решётчатый настил на полубимсах между рубкой и специальными стойками по борту парусника. На рострах обычно размещают спасательные и рабочие шлюпки, самолёты. На парусниках на рострах хранят запасные части рангоута, грузовые стрелы, люковые решётки.
Также на парусниках «рострами» называют совокупность запасных рангоутных деревьев (стеньг, реев), сложенных вместе обычно на шкафуте, обвязанных и покрытых матами. В середине ростра, как правило, оставляют места для баркаса и других шлюпок, поднимаемых на палубу из воды.